# Hyphydrus trophis
Hyphydrus trophis är en skalbaggsart som beskrevs av Guignot 1955. Hyphydrus trophis ingår i släktet Hyphydrus och familjen dykare. Inga underarter finns listade i Catalogue of Life.